# Juan Manuel Santiago Montilla
Juan Manuel Santiago Montilla (Pinos Puente, 15 d'agost de 1935) va ser un ciclista espanyol, que fou professional entre 1954 i 1962. Va participar en el Giro d'Itàlia i a la Volta a Espanya.

## Palmarès
- 1957
  - 1r al GP d'Andalusia
  - 3r al Campionat d'Espanya de muntanya
- 1958
  - 1r al GP d'Andalusia
- 1960
  - 3r a la Volta a Andalusia

### Resultats al Giro d'Itàlia
- 1961. 71è de la classificació general.

### Resultats a la Volta a Espanya
- 1960. 22è de la classificació general